# IC 5289
IC 5289 је прстенаста галаксија у сазвјежђу Вајар која се налази на листи објеката дубоког неба у Индекс каталогу.
Деклинација објекта је - 32° 27' 5" а ректасцензија 23h 11m 17,2s. Привидна величина (магнитуда) објекта IC 5289 износи 13,3 а фотографска магнитуда 14,3. IC 5289 је још познат и под ознакама ESO 407-8, MCG -5-54-20, AM 2308-324, IRAS 23085-3243, Pos of bright knot, PGC 70645.